# Robert Duncan McNeill

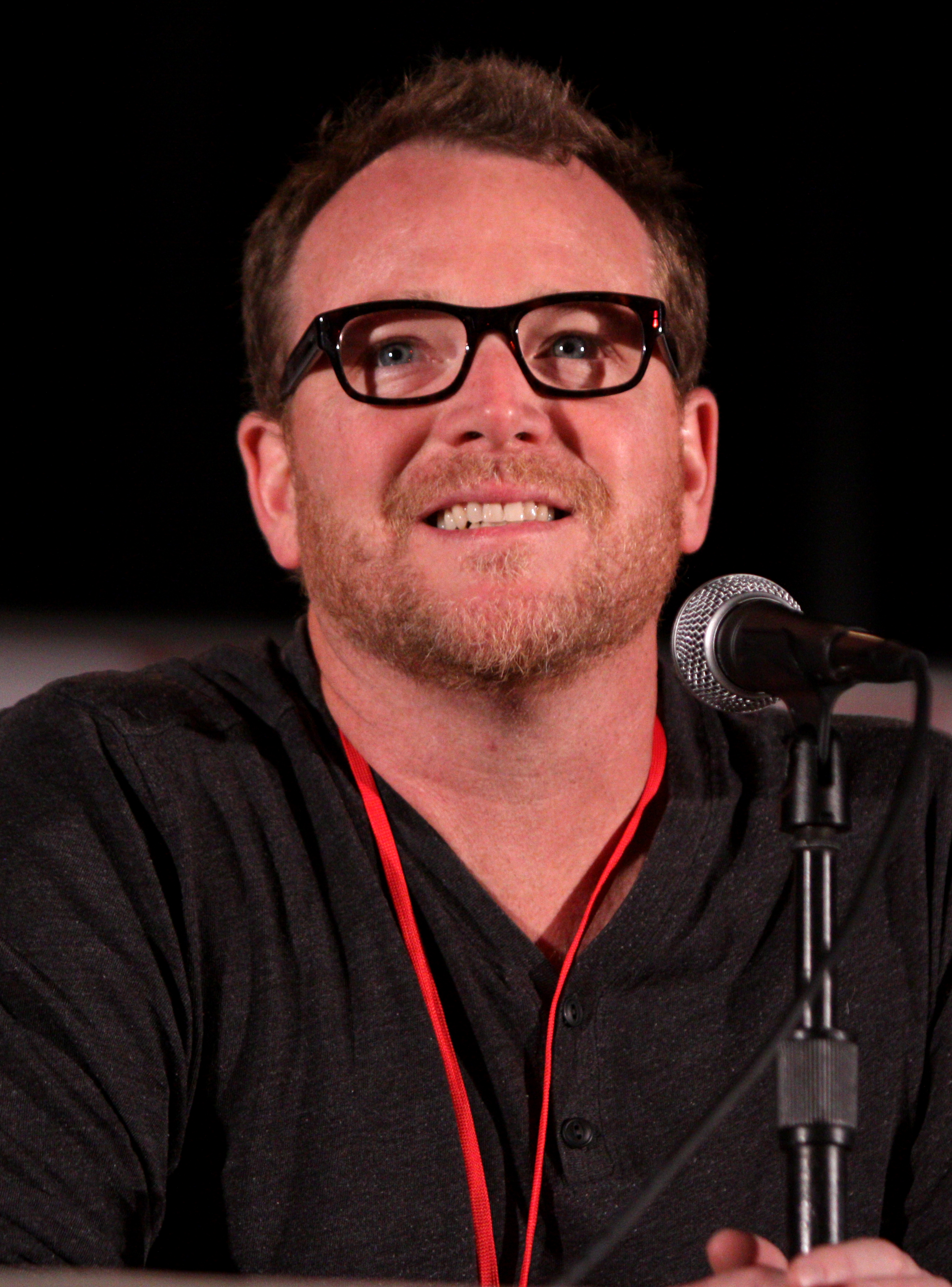
Robert Duncan McNeill (2011)

Robert Duncan McNeill (* 9. November 1964 in Raleigh, North Carolina) ist ein US-amerikanischer Schauspieler, Filmproduzent und Fernsehregisseur, der im deutschsprachigen Raum vor allem durch seine Rolle als Lieutenant Tom Paris in der Serie Star Trek: Raumschiff Voyager bekannt ist.

## Karriere

### Als Schauspieler
Robert Duncan McNeill wuchs in Atlanta, der Hauptstadt Georgias, auf und begann seine Schauspielkarriere in lokalen und regionalen Produktionen. Nach dem Besuch der High School zog es ihn nach New York City, um dort professioneller Schauspieler zu werden; anfänglich bekam er jedoch nur Kleinstrollen, weswegen er an der renommierten New Yorker Juilliard School Schauspiel und Tanz zu studieren begann. Bereits kurze Zeit später bekam McNeill die Rolle des Charlie Brent in der Dauer-Fernsehserie All My Children und erhielt dafür auch eine Emmy-Nominierung. Nebenbei wirkte er im Film Masters of the Universe (1987) mit. Weitere Gastrollen spielte er beispielsweise in Allein gegen die Zukunft und L.A. Law – Staranwälte, Tricks, Prozesse.
Im Jahr 1992 spielte McNeill in der Serie Raumschiff Enterprise – Das nächste Jahrhundert, Episode Ein missglücktes Manöver, einen Sterneflottenkadetten namens Nicholas „Nick“ Locarno. Dieser führte als Teamleiter zusammen mit Wesley Crusher und drei weiteren Kadetten ein verbotenes Flugmanöver durch, wobei eine Person ums Leben kam – dafür wurde Locarno der Akademie verwiesen. Dies legte den Grundstein für McNeills bekannteste Rolle als Lieutenant Tom Paris, von der Stamm-Besetzung der Fernsehserie Star Trek: Raumschiff Voyager (1995–2001). Ursprünglich war die Figur des Locarno von den Produzenten als Steuermann der Voyager vorgesehen gewesen, da man jedoch nicht damit rechnete McNeill für die Rolle besetzen zu können, schrieb man stattdessen eine Figur mit ähnlichem Hintergrund. Als McNeill zum Casting erschien und die Rolle angeboten bekam, entschied man sich dennoch für den neuen Charakter des Tom Paris, der jedoch viele Parallelen zu Locarno aufweist. Als Grund für den neuen Charakter wurde häufig spekuliert, dass es rechtliche Probleme hätte geben können, eine Figur als Hauptdarsteller zu nutzen, die in der Vorgängerserie bereits auftrat.

### Als Regisseur

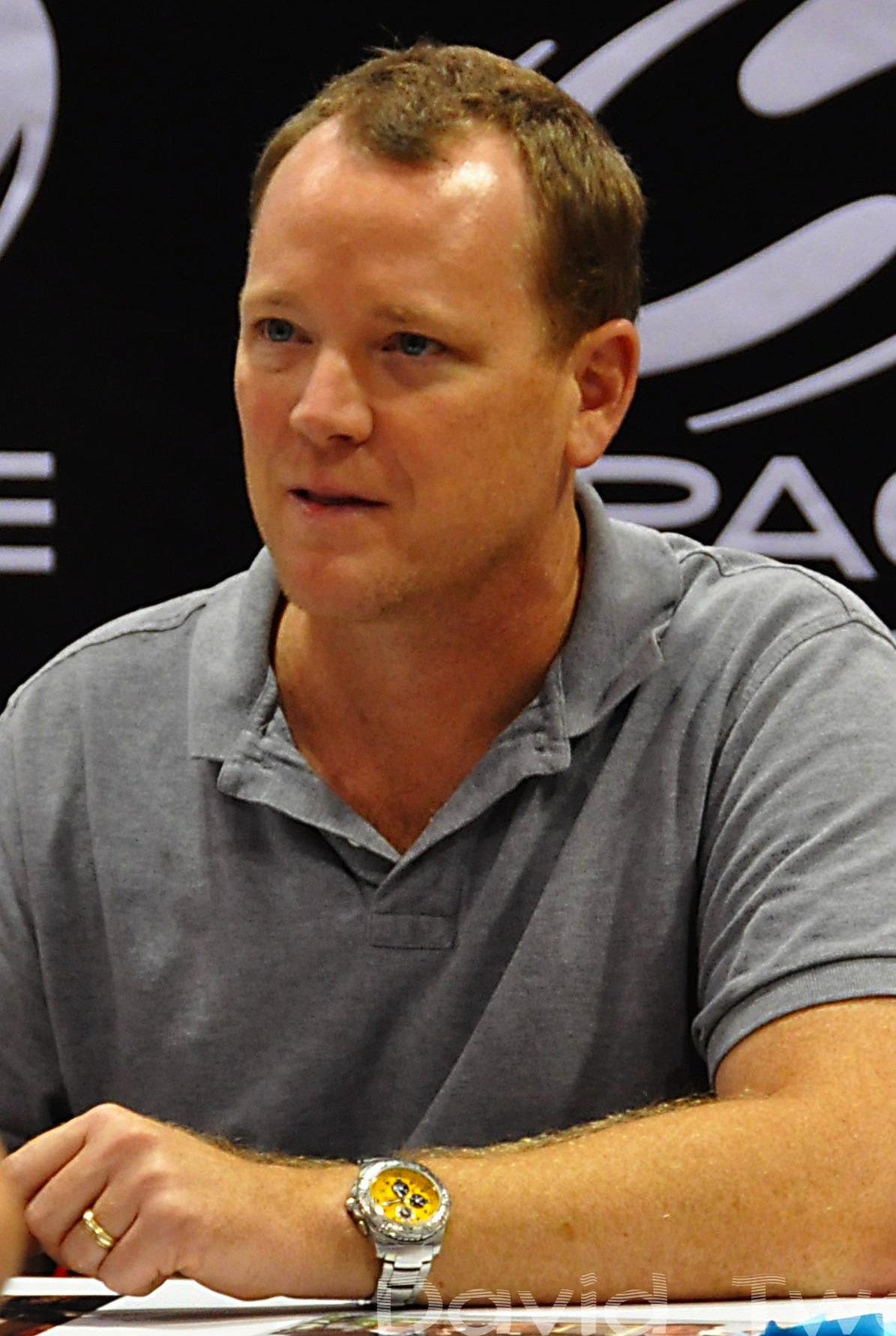
Robert Duncan McNeill (2009)

Seine Karriere als Filmregisseur begann McNeill mit der Regieübernahme von einigen Voyager-Episoden. Dann schrieb, produzierte und führte er Regie zunächst bei zwei preisgekrönten Kurzfilmen namens The Battery und 9mm of Love; anschließend führte er vor allem bei Fernsehserien Regie.
Während er noch immer Gastrollen annahm, fokussierte er sich jedoch mehr und mehr auf seine Arbeit als Regisseur und führte unter anderem auch Regie bei einzelnen Episoden bekannter Fernsehserien.
Ab 2007 fungierte er für die Fernsehserie Chuck sowohl als Produzent als auch als Regisseur.

### Privatleben
McNeill heiratete 1988 Carol Seder, mit der er drei Kinder hat, die Ehe wurde 2015 geschieden. Seit 2021 ist er mit Rebecca Jayne Sims verheiratet.
Zusammen mit seinem Schauspielkollegen Garrett Wang veröffentlicht er seit 2020 den Podcast The Delta Flyers in denen beide über ihre Zeit in der Fernsehserie StarTrek Voyager sprechen.

## Filmografie (Auswahl)

### Als Schauspieler
- 1985: Ein Fenster in Manhattan (Fernsehfilm)
- 1987: All My Children (Fernsehserie, 1 Folge)
- 1987: Masters of the Universe
- 1989: Mothers, Daughters and Lovers (Fernsehfilm)
- 1990: Zurück in die Vergangenheit (Quantum Leap, Fernsehserie, Folge 2x17)
- 1991: L.A. Law – Staranwälte, Tricks, Prozesse (L.A. Law, Fernsehserie, Folge 6x02)
- 1992: Raumschiff Enterprise: Das nächste Jahrhundert (Star Trek: The Next Generation, Fernsehserie, Folge 5x19)
- 1992: Spies (Fernsehfilm)
- 1992–1993: Tropical Doctors (Fernsehserie, 17 Folgen)
- 1994: Mord ist ihr Hobby (Murder, She Wrote, Fernsehserie, Folge 11x04)
- 1994: Der letzte Paß (Fernsehfilm, One More Mountain)
- 1995–2001: Star Trek: Raumschiff Voyager (Star Trek: Voyager, Fernsehserie, 169 Folgen)
- 1999: Allein gegen die Zukunft (Early Edition, Fernsehserie, Folge 3x21)
- 2002: Crossing Jordan – Pathologin mit Profil (Crossing Jordan, Fernsehserie, Folge 2x01)
- 2002: Outer Limits – Die unbekannte Dimension (The Outer Limits, Fernsehserie, Folge 7x21)
- 2002: Eaten alive – Invasion der Killerinsekten (Infested)
- 2012: Chuck (Fernsehserie, Folge 5x13)
- 2021–2023: Star Trek: Lower Decks (Fernsehserie, 3 Folgen, Stimme)

### Als Regisseur
- 1996–2000: Star Trek: Raumschiff Voyager (Star Trek: Voyager, 4 Folgen)
- 1008: The Battery (Kurzfilm)
- 2000: 9mm of Love (Kurzfilm)
- 2001–2004: Star Trek: Enterprise (4 Folgen)
- 2003: Dawson’s Creek (7 Folgen)
- 2003: Dead Like Me – So gut wie tot (Dead Like Me, 2 Folgen)
- 2003: One Tree Hill (2 Folgen)
- 2004–2007: Las Vegas (4 Folgen)
- 2004: Summerland Beach (Summerland, 4 Folgen)
- 2005: Desperate Housewives (2 Folgen)
- 2005: Medium – Nichts bleibt verborgen (Medium, Folge 2x09)
- 2005: O.C., California (The O.C., 2 Folgen)
- 2005, 2013: Supernatural (2 Folgen)
- 2007: Samantha Who? (Folge 1x01)
- 2007–2012: Chuck (21 Folgen)
- 2010: V – Die Besucher (V, Folge 1x12)
- 2012: White Collar (Folge 4x04)
- 2012–2013: 666 Park Avenue (3 Folgen)
- 2013: The Mentalist (3 Folgen)
- 2014: Warehouse 13 (Folge 5x02)
- 2014: Suburgatory (Folge 3x08)
- 2014–2017: Girlfriends’ Guide to Divorce (12 Folgen)
- 2014: Mind Games (Folge 1x11)
- 2015: Red Band Society (Folge 1x12)
- 2016: Heartbeat (Folge 1x01)
- 2017: The Orville (2 Folgen)
- 2018: The Gifted (Folge 2x01)
- 2019: Suits (Folge 9x09)
- 2019: A Million Little Things (Folge 2x07)
- 2019: Atlanta Medical (Folge 2x17)
- 2021–2022: Resident Alien (7 Folgen)
- 2021: Scott & Huutsch (Turner & Hooch, 4 Folgen)
- 2020–2023: Star Trek: Lower Decks (3 Folgen, Stimme)
- 2023: True Lies (Folge 1x02)

### Als Produzent
- 1999: Monster! (als Co-Produzent)
- 2007: What About Brian (Fernsehserie, 3 Folgen)
- 2007–2012: Chuck (Fernsehserie, 75 Folgen, verschiedene Funktionen)
- 2012–2013: 666 Park Avenue (Fernsehserie, 11 Folgen, Co-Produzent)
- 2014–2016: Girlfriends’ Guide to Divorce (Fernsehserie, 19 Folgen, Executive Producer)
- 2016: Heartbeat (Fernsehserie, 10 Folgen, Executive Producer)
- 2018–2019: The Gifted (Fernsehserie, 16 Folgen, Executive Producer)
- 2021: Resident Alien (Fernsehserie, Executive Producer)